# Republica Populară Kampuchea
Republica Populară Kampuchea, uneori Kampuchia, (pronunție în română [kamˈput͡ʃe̯a], „Campú-cea”; în khmeră: សាធារណរដ្ឋប្រជាមានិតកម្ពុជា, Sathéaranakrâth Pracheameanit Kâmpŭchéa; în franceză: République populaire du Kampuchéa) se referă la ocupația vietnameză în Cambodgia, a fost fondată în Cambodgia de către Frontul Salvării, un grup de cambodgieni nemulțumiți de Khmerii Roșii după instalarea Kampuchiei Democrate, și de guvernul lui Pol Pot. Adus de o invazie din Vietnam, care a dirijat armatele kmerilor roșii, a avut Vietnam și Uniunea Sovietică ca aliați principali.
RPK nu a reușit să obțină aprobarea Organizației Națiunilor Unite din cauza intervenției diplomatice a Republicii Populare Chineze, Regatul Unit, Statele Unite și țările ASEAN. Locul Cambodgiei la Organizația Națiunilor Unite a fost luat de către Coaliția de Guvernare a Kampuchiei Democrate, care erau Khmerii Roșii în coaliție cu alte două facțiuni de gherilă non-comuniste. În orice caz, RPK a fost considerat guvernul de facto al Cambodgiei între 1979 și 1993, însă cu recunoaștere internațională limitată.
Începând cu Mai 1989, RPK a revenit la numele de Cambodgia redenumindu-se Statul Cambodgiei (SC) (în khmeră: រដ្ឋកម្ពុជា, Rath Kâmpŭchéa) în timpul ultimilor patru ani de existență încercând să atragă simpatia internațională. Cu toate acestea, și-a păstrat cea mai mare parte a conducerii și a structurii sale cu un singur partid, în timp ce a trecut printr-o tranziție și, în cele din urmă, a dat loc la restaurarea Regatului Cambodgiei. RPH / SC a existat ca stat comunist din 1979 până în 1991, anul în care partidul unic de guvernământ și-a abandonat ideologia marxist-leninistă.
Sub control vietnamez, RPK a fost înființat ca urmare a distrugerii totale a instituțiilor, infrastructurii și inteligenței țării, provocate de regulile Khmerilor Roșii.

## Istoria

### Khmerii Roșii își îndreaptă ostilitatea împotriva Vietnamului
Inițial, Vietnamul de Nord comunist a fost un aliat puternic al Khmerilor Roșii care au luptat împotriva Republicii Khmer a lui Lon Nol în timpul războiului civil din anii 1970-1975. Doar că după ce Khmerii Roșii au preluat puterea, lucrurile au început să devină amare, când la 1 Mai 1975 (a doua zi după ce Saigon a căzut), soldații Khmerilor Roșii au atacat insulele Phu Quoc și Tho Chau, omorând mai bine de 500 de civili vietnamezi; după atac,insulele au fost rapid recapturate de Hanoi. Chiar și atunci, primele reacții ale vietnamezilor au fost ambigue și a durat mult timp Vietnamului să reacționeze cu forța, pentru că primul impuls a fost să aranjeze chestiuni „în sfera familiei”.
Masacrarea etnicilor vietnamezi și a simpatizanților acestora, precum și distrugerea Bisericilor catolice vietnameze, de către Khmerii Roșii au avut loc sporadic în Cambodgia sub regimul Kampuchiei Democrate, în special în Zona de Est după Mai 1978. La începutul anului 1978, liderii vietnamezi au decis să susțină rezistența internă a lui Pol Pot în Zona de Est a Cambodgiei devenind centrul insurecției. Între timp, pe măsură ce a continuat anul 1978, bellicositatea lui Khmerilor Roșii a depășit pragul de toleranță de la Hanoi. Războiul isteric împotriva Vietnamului a atins cote bizare în Kampuchea Democrată a lui Pol Pot încercând să distragă atenția de la epurările sângeroase. În Mai 1978, în timpul răscoalei din Zona de Est a So Phim, Radio Phnom Penh a declarat că, dacă fiecare soldat cambodgian a ucis treizeci de vietnamezi, ar fi nevoie de doar 2 milioane de trupe pentru a elimina întreaga populație vietnameză de 50 de milioane. Se pare că conducerea din Phnom Penh a avut imense ambiții teritoriale, adică să recupereze Kampuchea Krom, regiunea Delta Mekong pe care o considerau ca teritoriu khmer. În Noiembrie, liderul Khmerilor Roșii pro-vietnamezi Vorn Vet, a condus o lovitură nereușită de stat și ulterior a fost arestat, torturat și executat. Incidentele au escaladat de alungul graniței cambodgiene. Acum existau zeci de mii de exilați cambodgieni și vietnamezi pe teritoriul vietnamez și, chiar și așa, răspunsul Hanoiului a fost unul pe jumate deschis.

### Invazia vietnameză
Factorii de decizie ai vietnamului au optat pentru o soluție militară și, la 22 Decembrie 1978, Vietnamul a lansat o ofensivă cu intenția de a doborî Kampuchea Democrată. O invazie de 120.000 de forțe, alcătuit din unități de armament și infanterie combinate cu un puternic sprijin de artilerie, au înaintat spre vest în zona rurală a provinciilor din sud-estul Cambodgiei. După șaptesprezece zile de Blitzkrieg, Phnom Penh a căzut în mâinile vietnamezilor la 7 Ianuarie 1979. Retragerea trupelor Forțelor Armate ale Kampuchiei Democrate (RAK) și a Khmerilor Roșii care au ars grânele de orez, care, împreună cu alte cauze, au provocat o foamete severă în toată Cambodgia începând în ultima jumătate a anului 1979 și care a durat până la mijlocul anului 1980.
La 1 Ianuarie 1979, comitetul central al Frontului Salvării a proclamat un set de „politici imediate” pentru a fi aplicate în zonele eliberate de Khmerii Roșii. Mai întâi bucătăriile comunale au fost desființate și unii călugări budiști vor fi aduși în fiecare comunitate pentru a-i liniști pe oameni. O altă dintre aceste politici a fost crearea „comitetelor de autogestionare ale oamenilor” în toate localitățile. Aceste comisii ar forma structura administrativă de bază pentru Consiliul Revoluționar Popular Kampuchean (CRPK), decretat la 8 Ianuarie 1979, ca și corp central administrativ pentru RPK. CRPK a funcționat ca organ de conducere al regimului Heng Samrin până la 27 iunie 1981, când o nouă Constituție impunea ca aceasta să fie înlocuită cu un nou Consiliu de Miniștri. Pen Sovann a devenit noul prim-ministru. El a fost asistat de trei viceprim-miniștri - Hun Sen, Chan Sy și Chea Soth.

## Înființarea Republicii Populare Kampuchea (1979-1989)

Steagul Republicii Populare Kampuchea (1979-1989)

La 10 Ianuarie 1979,armata Kampuchiei Democrate fuseseră dirijată și trupele vietnameze au capturat capitala Phnom Penh. CRPK a proclamat noul nume oficial al Cambodgiei care a fost Republica Populară Kampuchea (RPK). Noua administrație a fost un guvern pro-sovietic sprijinit de o forță militară vietnameză substanțială și eforturi de consultare civilă.
În ciuda invaziei și a controlului sponsorizate de Vietnam și a pierderii independenței care a fost însoțită de aceasta, noua conducere a fost salutată de aproape întreaga populație cambogiană din cauza brutalității Khmerilor Roșii. În orice caz, a fost o oarecare prădare a capitalei aproape goale a Phnom Penh de către forțele vietnameze, care au transportat mărfurile pe camioane înapoi în Vietnam. Acest comportament nefericit a contribuit în timp la crearea unei imagini negative a invadatorilor. Heng Samrin a fost numit șef al statului al RPK, și alți Khmeri comuniști care au format Partidul Revoluționar al Poporului Kampuchean (PRPK), ca Chan Sy și Hun Sen, care au fost proeminenți de la început.
Pe măsură ce evenimentele din anii 1980 au progresat, principalele preocupări ale noului regim ar fi supraviețuirea, refacerea economiei și combaterea insurgenței Khmerilor Roșii prin mijloace militare și politice.
RPK a fost un stat comunist. A continuat revoluția socialistă care a început în KD, dar a abandonat politicile radicale ale Khmerilor Roșii și a canalizat eforturile de construire a socialismului pe căi mai pragmatice în linie cu politicile marcate de Uniunea Sovietică și COMECON. Foarte curând, va fi una dintre cele șase țări considerate socialiste și nu doar în curs de dezvoltare, de către URSS.
În ceea ce privește minoritățile etnice, Republica Populară Kampuchea s-a angajat să respecte diversitatea națională a Cambodgiei, ceea ce a adus o ușoară ușurare pentru etnicii thailandezi, vietnamezi, cham și „montagnardele” din nord-est. Totuși, minoritatea etnică chineză a fost percepută ca un „braț al hegemoniștilor” a continuat să fie asuprită, chiar dacă mulți dintre membrii săi, în special în rândul comunității de comercianți, au îndurat mari suferințe sub Khmerilor Roșii. Vorbirea Mandarinei și a Teochew a fost sever restricționată, în aceeași manieră ca în cazul regimului lui Pol Pot.

### Restaurarea vieții culturale și religioase
Unul dintre marile acte oficiale ale RPK a fost o parțială restaurare a Budismului ca religie de stat a Cambodgiei și templele au fost redeschise gradual pentru a putea să-i acomodeze pe călugări pentru o anumită revenire la viața religioasă. În septembrie 1979, șapte călugări bătrâni au fost reorganizați oficial la Wat Unnalom în Phnom Penh, iar acești călugări au readus treptat sangha cambodgiană între 1979 și 1981. Au început reconstrucția comunităților de călugări în Phnom Penh iar mai târziu în provincii,reorganizarea călugărilor de prestigiu care fuseseră foști călugări în vârstă. Cu toate acestea, nu li s-a permis să preoțească tinerii începători. Lucrările de reparație au fost demarate în aproximativ 700 de temple și mănăstiri budiste, din cele aproximativ 3.600 care au fost distruse sau deteriorate rău de Khmerii Roșii. Până la mijlocul anilor 1980 au început să fie sărbătorite festivaluri tradiționale budiste.

## Tranziția și Statul Cambodgiei (1989-1993)
La 29-30 aprilie 1989, Adunarea Națională a RPK, condusă de Hun Sen,a organizat o ședință pentru a realiza unele modificări constituționale, în mare parte, cosmetice. Numele de ”Republica Populară Kampuchea” a fost oficial schimbat în Statul Cambodgiei (SC)-un nume care fusese folosit anterior imediat după lovitura de stat din 1970-reintroducerea culorii albastre în steagul Cambodgiei și alte simboluri ale statului,deși stema a rămas aproape aceeași. Imnul național și simbolurile militare au fost de asemenea schimbate. Forțele armate ale RPK au fost redenumite ”Forțele Armate ale Poporului Cambodgian” (FAPC). Pedeapsa capitală a fost oficial abolită iar Budismul, care fusese parțial restaurat de RPK în 1979, a fost
cu totul reintrodus ca religie națională,prin care restricția a fost ridicată la hirotonia bărbaților sub 50 de ani și cântarea tradițională budistă a fost reluată în mass-media. În urma normalizării complete a vieții religioase tradiționale, budismul a devenit extrem de popular în Cambodgia, trăind o renaștere răspândită.
Intenționând să liberalizeze economia Cambodgiei, un set de legi „Proprietatea privată” și „Orientarea către piață liberă” au fost aprobate. Noua Constituție a declarat că Cambodgia era un stat neutru și nealiniat. De asemenea, partidul de guvernământ a anunțat că vor exista negocieri cu grupurile de opoziție.
Statul Cambodgia a trăit o perioadă de tranziții dramatice declanșate de prăbușirea comunismului în Uniunea Sovietică și Europa de Est. A existat o reducere a ajutorului sovietic acordat Vietnamului care a culminat cu retragerea forțelor ocupante vietnameze. Se spune că ultimele trupe vietnameze au părăsit Cambodgia la 26 septembrie 1989, dar probabil că nu au plecat până în 1990. Mulți civili vietnamezi s-au întors și în Vietnam în lunile care au urmat, lipsit de încredere în capacitatea noului avatar al RPK de a controla situația după ce armata vietnameză a plecat.
În ciuda schimbărilor destul de radicale anunțate de Hun Sen, statul SOC a stat ferm atunci când a fost vorba despre problema guvernului unic. Structura de conducere și executivul au rămas la fel ca sub RPK, partidul fiind ferm controlat ca autoritatea supremă. În consecință, SC nu a putut să restabilească tradiția monarhică a Cambodgiei. Deși SC a restabilit proeminența simbolurilor monarhice, cum ar fi marele palat din Phnom Penh, acesta a fost cât de departe ar merge pentru moment, mai ales că Norodom Sihanouk s-a asociat constant cu CGDK, coaliția de opoziție împotriva RPK care-i includeau pe Khmerii Roșii. Cu toate acestea, la mijlocul anului 1991, guvernul a cedat unor presiuni atât în interiorul, cât și în afara țării, guvernul Statului Cambodgia a semnat un acord care îl recunoaște pe prințul Norodom Sihanouk ca șef al statului. Până la sfârșitul anului 1991, Sihanouk a făcut o vizită oficială în SC și Hun Sen și Chea Sim au jucat un rol principal în ceremonia de primire. 
Totuși, pe structura monolitică au apărut fisuri pe care Statul Cambodgia încerca să le păstreze. Idealismul revoluționar a fost înlocuit cu cinismul practic, astfel încât corupția a crescut. Resursele de stat ambudente au fost vândute fără să beneficieze statul și persoane civile iar persoanele militare de rang înalt în posturile cheie ale autorității s-au îmbogățit prin a-și scoate orice beneficii pe care le puteau aduce. Rezultatul acestei prăbușiri morale a fost că studenții s-au revoltat pe străzile din Phnom Penh în decembrie 1991. Poliția a deschis focul și opt persoane au murit în confruntări.
Condițiile pentru etnicii chinezi s-au îmbunătățit mult după 1989. Restricțiile puse pe ei de către fosta RPK au dispărut treptat. Statul Cambodgia le-a permis chinezilor etnici să practice obiceiurile lor religioase și școlile de limbi chineze au fost redeschise. În 1991, la doi ani de la fondarea SC, Anul Nou Chinez a fost sărbătorit oficial în Cambodgia pentru prima dată din 1975.

### Tratatul de pace
Negocierile de pace între regimul susținut de Vietnam în Cambodgia și grupurile sale de opoziție armată au început formal și informal după mijlocul anilor '80. Negocierile au fost extrem de dificile, deoarece Khmerii Roșii a insistat cu încăpățânare să demoleze administrația RPK / SC înainte de a putea ajunge la orice acord, în timp ce conducerea RPK / SC a făcut ca acesta să fie un punct de excludere a Khmerilor Roșii de la orice viitor guvern provizoriu. Într-un final,  în afara evenimentelor istorice, sub forma căderii comunismului și a colapsului continuu al sprijinului sovietic pentru Vietnam și RPK, a adus RPK / SC la masa negocierii. Eforturile întâmplătoare în fața concilierii în Cambodgia au culminat cu Acordurile de la Paris din 1991, în care au fost programate alegeri libere și corecte sponsorizate de Organizația Națiunilor Unite pentru 1993. Drept urmare, la sfârșitul lunii februarie 1992, Autoritatea de Tranziție a Națiunilor Unite din Cambodgia (ATNUC ) a fost înființată pentru a supraveghea încetarea focului și alegerile generale care urmează.